# Maladera sikkimensis
Maladera sikkimensis är en skalbaggsart som beskrevs av Brenske 1898. Maladera sikkimensis ingår i släktet Maladera och familjen Melolonthidae. Inga underarter finns listade i Catalogue of Life.